# Quốc Thảo
Quốc Thảo là nam diễn viên, đạo diễn sân khấu Việt Nam, ông từng nổi tiếng tại miền Nam cuối thập niên 1990, đầu thập niên 2000, với hai giải Mai Vàng. Sau đó ông sang Mỹ tu nghiệp, khi trở về Việt Nam ông tiếp tục làm đạo diễn sân khấu và một số cuộc thi truyền hình.

## Sự nghiệp
Nguyễn Văn Thảo (nghệ danh Quốc Thảo) sinh ngày 28 tháng 10 năm 1963, tại Sài Gòn.
Học hết cấp 3, Quốc Thảo thi đậu hệ trung cấp Kỹ thuật điện chuyên ngành Kế toán tài chính và tốt nghiệp loại giỏi, ông được tuyển về phòng Kinh tế tài chính ở Sở Điện lực thành phố Hồ Chí Minh, làm tại phòng tài vụ. Quốc Thảo có một người bạn rất thân thi vào trường Nghệ thuật Sân khấu 2. Do cần người diễn chung, người này nhờ Quốc Thảo tập cùng, nhờ vậy mà Quốc Thảo nhận thấy sự hứng thú với nghề diễn. Ông đăng ký thử cho vui, nhưng bất ngờ đã đến, ông thi đậu còn bạn ông thi trượt. Quốc Thảo quyết định bỏ công việc ổn định để trở thành tân sinh viên.
Tại trường Nghệ thuật Sân khấu 2, Quốc Thảo học cùng với Hồng Vân, Minh Nhí. Cả hai vở tốt nghiệp Đoạn đầu đài và Số phận trớ trêu, Quốc Thảo đều được tin tưởng giao vai chính. Tốt nghiệp khoa đạo diễn trường Sân khấu, Điện ảnh Thành phố Hồ Chí Minh vào năm 1994, ông xin về thực tập ở đoàn Kim Cương một thời gian, kết thúc thời gian thực tập cũng là lúc ông được sân khấu 5B mời về. Vở diễn đầu tiên của ông là Trong hào quang bóng tối, ông vào vai phản diện đóng đối trọng với nghệ sĩ Thành Lộc. Vở diễn đó hai nghệ sĩ  đều được huy chương vàng Liên hoan sân khấu. Vai diễn thành công nhất của Quốc Thảo là Chu Bình trong vở Lôi Vũ. Trong thời gian này, ông còn tham gia đóng phim điện ảnh cùng một vài tập trong loạt chương nghệ thuật Mưa bụi với vai trò ca sĩ và dẫn chương trình. 
Dù tốt nghiệp chuyên ngành đạo diễn, ông lại nổi danh trong vai trò diễn viên, đứng chung sân khấu với nhiều nghệ sĩ tên tuổi như: Hồng Vân, Minh Nhí, Việt Anh, Thành Lộc... Ông từng dàn dựng thành công các vở Nắng chiều, Hai người đàn bà, Vàng hay bạc nhái, Bản chúc thư...
Năm 2001, ông cùng Minh Nhí thuê mặt bằng cộng tác với Nhà thiếu nhi Quận 1 để dựng sân khấu với tên Sân khấu Trần Cao Vân, dành cho các nghệ sĩ trẻ tập luyện và biểu diễn. Tuy nhiên, Ủy ban Nhân dân Quận 1 ra quyết định đình chỉ hoạt động của sân khấu vì Nhà thiếu nhi Quận 1 không đủ quyền hạn lập hợp đồng kinh tế. Sân khấu Trần Cao Vân đóng cửa và hai nghệ sĩ mất trắng số tiền đã bỏ ra.
Năm 2004, Quốc Thảo và nhà văn Nguyễn Thị Minh Ngọc nhận được lời mời hợp tác với Đại học Colombia ở Chicago - Mỹ, để thực hiện dự án hợp tác, trao đổi nghệ thuật. Dự án kéo dài gần một năm, cùng với việc vào thời điểm đó, sân khấu số 7 Trần Cao Vân mà ông quản lý bị nhiều trục trặc về thủ tục hành chính. Trong thời gian Quốc Thảo tạm trú tại, ở Việt Nam có những tin đồn về việc ông và nghệ sĩ Minh Nhí biểu diễn một số nơi tại Mỹ dù xuất cảnh với lí do du lịch và học tập. Sau này, Quốc Thảo quyết định bán nhà riêng ở Phú Nhuận để ở lại Mỹ kết hôn và học thêm về chuyên môn.
Sau 9 năm sinh sống tại Mỹ với nhiều nghề phụ để duy trì cuộc sống, Quốc Thảo trở về nước tiếp tục làm nghệ thuật. Ông dàn dựng nhiều vở kịch, trong đó dựng lại vở Nắng chiều.
Tháng 11 năm 2017, đạo diễn Quốc Thảo và đạo diễn Quốc Thuận hợp tác cùng Trung tâm Đào tạo và Thực nghiệm Văn học Nghệ thuật TP.HCM khai trương sân khấu kịch Quốc Thảo. Trước đó, Quốc Thảo và Minh Nhí từng hợp tác tổ chức sân khấu riêng nhưng không thành công. Ông vừa giảng dạy tại sân khấu riêng, vừa làm đạo diễn một số cuộc thi và chương trình truyền hình.

## Đời tư
Khi qua Mỹ khoảng được khoảng 3-4 năm Quốc Thảo đã kết hôn, nhưng vì lối sống khác nhau nên khi ông về nước còn vợ ông ở lại Mỹ.

## Tác phẩm

### MV
| MV               | Đồng ca                                      | Nguồn  |
| ---------------- | -------------------------------------------- | ------ |
| Tiếng dân chài   | Thành Lộc, Diệp Lang, Hữu Nghĩa              | [ 12 ] |
| Chài lưới        | Hồng Vân                                     | [ 13 ] |
| Bức họa đồng quê | Ngân Huệ, Thành Lộc                          | [ 14 ] |
| Cô hàng cà phê   | Thanh Hằng                                   | [ 15 ] |
| Mẹ Tôi           | Nsưt Tuyết Thu, Lê Giang                     |        |
| Nắng Chiều       | Lê Giang, Đại Nghĩa, Thanh Hiền, Võ Tấn Phát |        |

### Kịch
- Bản chúc thư
- Bao giờ sông cạn
- Chuyện như cổ tích
- Con quỷ rối
- Cruella
- Đoạn đầu đài
- Đảo thoát ế
- Đêm tình yêu
- Giải độc đắc
- Lão Gargamel
- Lôi vũ
- Kỹ nữ
- Mẹ tôi
- Một cuộc đời bị đánh cắp
- Nắng chiều
- Số phận trớ trêu, hay Chúc xông hơi nhẹ nhõm!
- Tám người đàn bà
- Tiếng hát học trò
- Trên mảnh đất người đời
- Vũ điệu trần tục
- Yêu thầy
- Yêu trò

### Điện ảnh
| Năm  | Nhan đề            | Vai trò            | Chú thích                   |
| ---- | ------------------ | ------------------ | --------------------------- |
| 1995 | Lưỡi dao           | Đội trưởng du kích | Hãng phim Giải Phóng        |
| 2002 | Viên ngọc Côn Sơn  | Hai Thắng          | Hãng phim Nguyễn Đình Chiểu |
| 2005 | Giải phóng Sài Gòn | Đinh Văn Đệ        | Hãng phim Giải Phóng        |

### Truyền hình
| Năm            | Nhan đề                 | Vai trò                              | Chú thích |
| -------------- | ----------------------- | ------------------------------------ | --- |
| 1997           | Mưa bụi vol.9           | Xướng ngôn cùng Phương Thảo          | [ 16 ] |
| 2001           | Ngày xửa ngày xuaw      |                                      | Tập: Hoàng tử chăn lợn |
| 2015 2016 2017 | Gương mặt thân quen nhí | Đạo diễn                             | [ 17 ] [ 18 ] [ 19 ] |
| 2015           | Đông Tây kim cổ         | Diễn viên                            | [ 20 ] |
| 2015           | Danh hài đất Việt       | Đạo diễn                             | Với các vở hài: Không tham của rơi, Oan gia chung vách, Thiên duyên tiền định, Nông trại ảo, Hãy là chính mình, Vũ trường Tư Còi, Sơn Tinh Thủy Tinh thời hiện đại, Tình mẹ, Xỉu chủ - chủ xỉu, Tham thì thâm, Buôn thần, Tuyển osin, Siêu trộm, Gia trưởng thời nay, Chuyên án kỳ cục, Đại gia dỏm, Xóm nhiều chuyện, Người vợ muỗi, Bệnh viên tâm thần, Cách tạo thiên tài, Ôi! Facebook Nhị đổ tường, Lên, Lu bể lu lành, Ghen, Idol dỏm, Bí kíp giữ chồng, Tình yêu lộn phòng, Uyên ương hồ đồ, Tiếp thị chết người, Khi đại gia mất, Chạy, Loạn truyền thông, Cái gì vậy trời, Siêu tiết kiệm, Ok! Mình chia tay, Siêu nhân dừa, Chiêu độc, Trúng thưởng, Thôi rồi...we go, Điệp viên nhị trùng, Giấc mơ triệu phú, Trộm tại gia, Ôi thần linh ơi, Học viện "tiêng tái", Tình xưa tình nay, Tổ lạnh, Không còn lối thoát, Bí mật trong công viên, Huyết chiến tụ hiền trang, Rắn thần báo oán, Khổ lâu rồi, Chiêu độc 2, Ai dựa dựa ai, Bóng ma dưới giếng, Tình không ranh giới, Ngày mai tôi lấy vợ, Lỗ tai cây |
| 2016 2017      | Ai cũng bật cười        | Đạo diễn                             | |
| 2017           | Tiếu lâm tứ trụ nhí     | Đạo diễn                             | [ 21 ] |
| 2018           | Kẻ thách thức           | Đạo diễn                             | [ 22 ] |
| 2019           | Đấu trường âm nhạc nhí  | Đạo diễn sân khấu                    | [ 23 ] |
| 2020           | Vượt thành chiến        | Đạo diễn                             | |
| 2020           | Chuyện đời tôi          | Khách mời                            | HTV7 |
| 2022           | Vang bóng một thời      | Khách mời, cùng với Hạ Hoa, Việt Anh | THVL |

## Giải thưởng
- 2000 - Giải Mai Vàng cho đạo diễn Sân khấu - vở Yêu thầy.[25]
- 2002 - Mai Vàng cho đạo diễn Sân khấu - vở Đêm tình yêu.[25]